# Ignacio Bastida
Ignacio Bastida är en ort i Mexiko.   Den ligger i kommunen Yautepec och delstaten Morelos, i den sydöstra delen av landet, 60 km söder om huvudstaden Mexico City. Ignacio Bastida ligger 1 302 meter över havet och antalet invånare är 1 164.
Terrängen runt Ignacio Bastida är kuperad norrut, men söderut är den platt. Runt Ignacio Bastida är det mycket tätbefolkat, med 1 056 invånare per kvadratkilometer. Närmaste större samhälle är Jiutepec, 18,4 km väster om Ignacio Bastida. Omgivningarna runt Ignacio Bastida är en mosaik av jordbruksmark och naturlig växtlighet.